# Maison d'Areny-Plandolit
La maison d'Areny-Plandolit (catalan : casa d'Areny-Plandolit) est une ancienne maison de maître situé dans la vallée d'Ordino, en Andorre. En 1972, le Conseil général d'Andorre l'achète et la restaure pour la transformer en musée.

## Historique

### La famille
Les activités commerciales de la famille Areny de vente et achat de bétail, de sel et de poivre sont connus au moins depuis le XVIIe siècle. La sidérurgie fut une de leurs activités économiques les plus importantes. La famille ouvrit notamment la forge du Puntal avec la famille Riba de Casa Rossell en 1619, et la forge Areny en 1753, sans partenaires, près de l'église Sainte-Barbe. L'industrie du fer fut très importante en Andorre jusqu'à la fin du XIXe siècle, lorsque la remontée des hauts fourneaux catalans détrôna les forges andorranes.
Au XVIIIe siècle, dans un contexte d'essor économique général, la maison Areny acquit davantage de patrimoine et un titre de noblesse grâce aux alliances matrimoniales avec la famille Senaller. Au XIXe siècle, la fortune des Plandolit intègre aussi celle de la famille par mariage.
L'énorme patrimoine de la famille Areny-Plandolit au XIXe siècle était composé de terrains dans toute l'Andorre, surtout dans la paroisse d'Ordino, ainsi que de propriétés au nord de la Catalogne. 
La maison d'Areny-Plandolit eut beaucoup d'importance, surtout pendant les XVIIIe et XIXe siècles, époque à laquelle les chefs de famille ont occupé plusieurs fois le poste de syndic général. Parmi eux, Don Guillem d'Areny i Plandolit (1822-1876), troisième baron de Senaller et de Gramenet. Le baron eut une grande importance politique, économique et sociale et fut syndic général entre 1866 et 1868. Don Guillem passait aussi de longues périodes à Barcelone chez les parents de son épouse, la famille Parrella, ayant fait fortune avec les premières usines textiles et appartenant à la haute société barcelonaise.

### Le bâtiment
La maison de la famille Areny-Plandolit fut construite en 1633, même s'il existait déjà une construction datée de 1613, date figurant sur un linteau intérieur. Tout au long de son histoire, la maison a subi des modifications importantes en s'adaptant aux besoins de la famille et aux critères esthétiques de l'époque. Les murs extérieurs furent notamment enduits de chaux à l'époque de Guillem d'Areny – un geste considéré comme un symbole d'aisance économique – et les balcons en bois sur le mur face au Carrer Major furent replacés par une rambarde en fer forgé fabriquée à la forge familiale Areny et décorée avec le blason familial et la date de fabrication (1849).
La maison fut habitée jusqu'en 1953. En 1972, le Conseil général d'Andorre a acheté la maison et a commencé des travaux de restauration et d'adaptation, qui se sont terminés en 1983. Un an plus tard, la maison, transformée en musée, est ouverte au public sous le nom de Museu Casa d'Areny-Plandolit.
Depuis 2003, la maison est protégée comme bien d'intérêt culturel de l'Andorre.
La maison d'Areny-Plandolit a été le siège de la fondation Ramon-Llull de 2008 jusqu'à son transfert vers l'hôtel Rosaleda en 2020.

## Description
Le bâtiment situé au milieu du village d'Ordino, correspond à la structure d'une maison noble du XVIIIe siècle organisée en trois étages : rez-de-chaussée, étage noble et grenier. Les écuries, le fenil et l'actuelle maison du concierge faisaient aussi partie de l'habitation, qui possède également des éléments d'architecture militaire comme les troneres (embrasures) situées aux extrémités du toit et reconstruites pendant la restauration.
Le corps principal de la maison a un plan rectangulaire et est structuré en trois travées avec un toit en dalles à deux pans. L'extension de l'aile ouest disposé perpendiculairement à celui du corps principal, a un toit séparé. Le corps à l'aile est reprend un alignement parallèle à celui du corps principal.
L'intérieur du bâtiment est paré d'objets de luxe qui sont présentés dans le cadre du musée.
De l'autre côté de la maison des jardins de style anglais sont un exemple unique en Andorre de jardin historique conçu uniquement pour la décoration. Du jardin, il est possible de voir tous les bâtiments formant la structure de la maison d'Areny-Plandolit : le premier musée du pays dédié aux sciences naturelles et aux animaux naturalisés (transformé en Auditorium national en 1991), le bâtiment principal, les écuries ou le pigeonnier.

## Musée
Le musée occupe les trois étages. Il sert de lieu de mémoire sur l'évolution d'une famille riche, la seule famille noble d'Andorre.
Le rez-de-chaussée rappelle le passé agricole et éleveur de la famille avec un cellier à huile, une cave à vin et un cellier à viande. L'entrée du musée correspond à l'ancien commerce donnant sur le Carrer Major.
Le premier étage regroupe 9 espaces :
- la salle noble avec du mobilier luxueux et un ensemble de portraits de la famille, c'était un espace destiné aux réunions, réceptions et bals ;
- la grande salle ou salle d'armes du XIXe et début XXe siècle, c'était là qu'avaient lieu les grandes réunions ou réceptions ;
- la cuisine au cœur de la maison, l'endroit où toute la famille se réunissait pendant les mois d'hiver. Cette pièce, de style catalan, avait des commodités comme l'eau chaude et des produits de luxe unique dans la Principauté ;
- la salle à manger moderniste, plus petite et intime, c'était certainement la salle à manger d'usage quotidien de la famille ;
- la chambre du baron, avec des meubles réalisés en bois nobles avec des décorations en marqueterie combinant l'acajou et le citronnier ;
- la chapelle, symbole du niveau économique élevé de la famille, consacrée à Notre-Dame des Douleurs, avec un retable dédié à Notre-Dame du Mont-Carmel, des dispensations et des bulles papales afin d'obtenir des privilèges ;
- la bibliothèque, dont le fonds a été transféré à la Bibliothèque nationale d'Andorre ;
- la salle de musique, l'endroit où la baronne ou les enfants jouaient du piano ;
- et la chambre de la baronne avec une table de toilette en céramique anglaise et une coiffeuse pleine d'outils.

Le deuxième étage contenait les chambres des enfants et du personnel de service : 
- l'espace central contient des vitrines avec des documents de l'époque sur la famille ;
- la chambre d'invités, avec une salle de bains complète ;
- une reproduction du cabinet de dentiste de Pau-Xavier d'Areny-Plandolit à Encamp ;
- une reproduction de la chambre noire contenant l'instrumentation photographique utilisé par Pau-Xavier d'Areny-Plandolit (son fonds photographique important fait partie des Archives nationales d'Andorre, constituant un important témoignage visuel de la vie en Andorre entre 1920 et 1945) ;
- la chambre des enfants et la salle des jouets, autre symbole du pouvoir économique de cette famille.

## Galerie de photographies

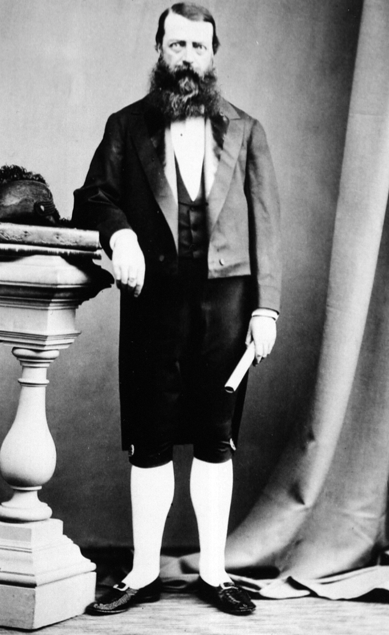
Portrait de Guillem d'Areny-Plandolit
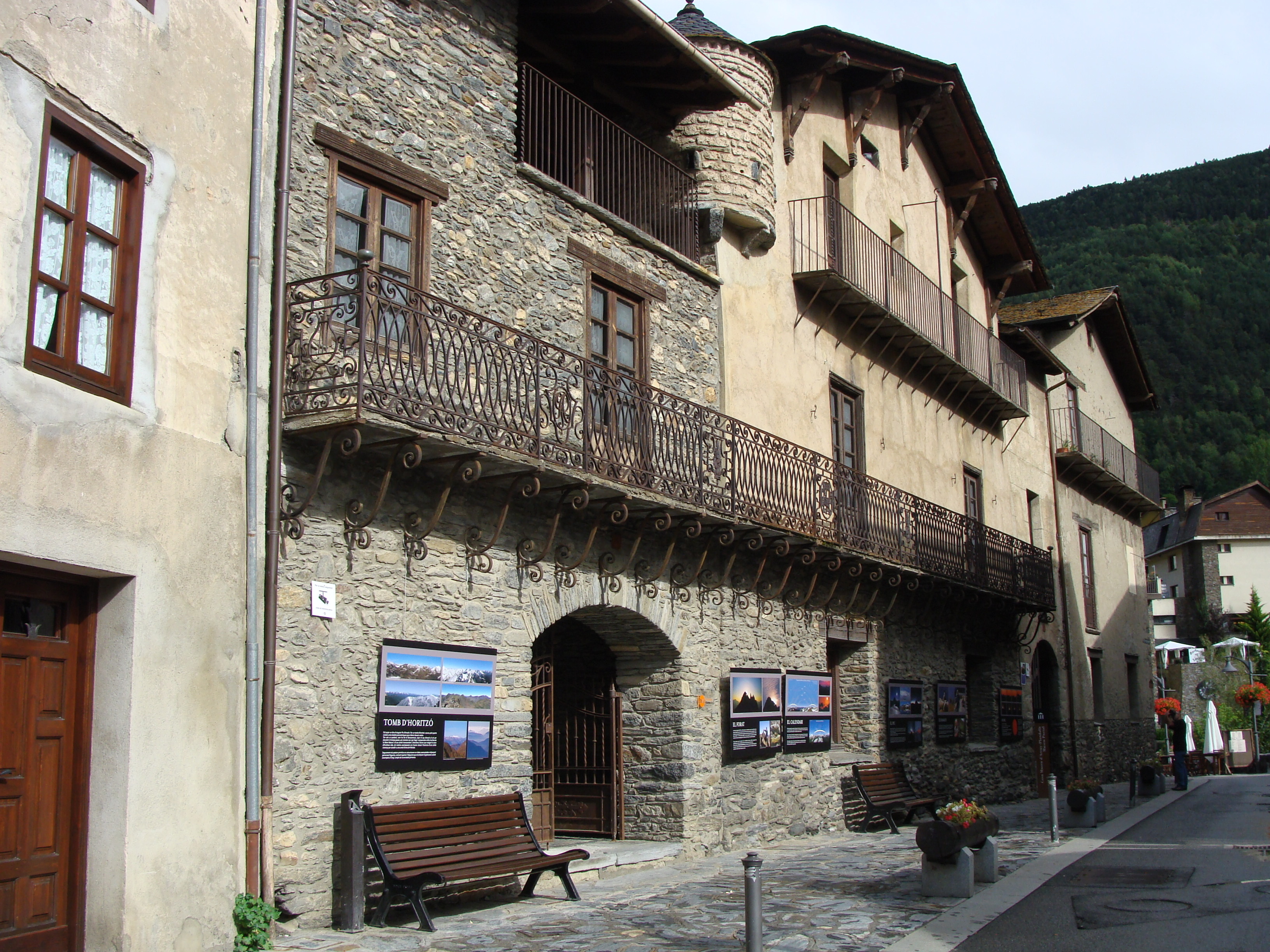
Entrée du musée
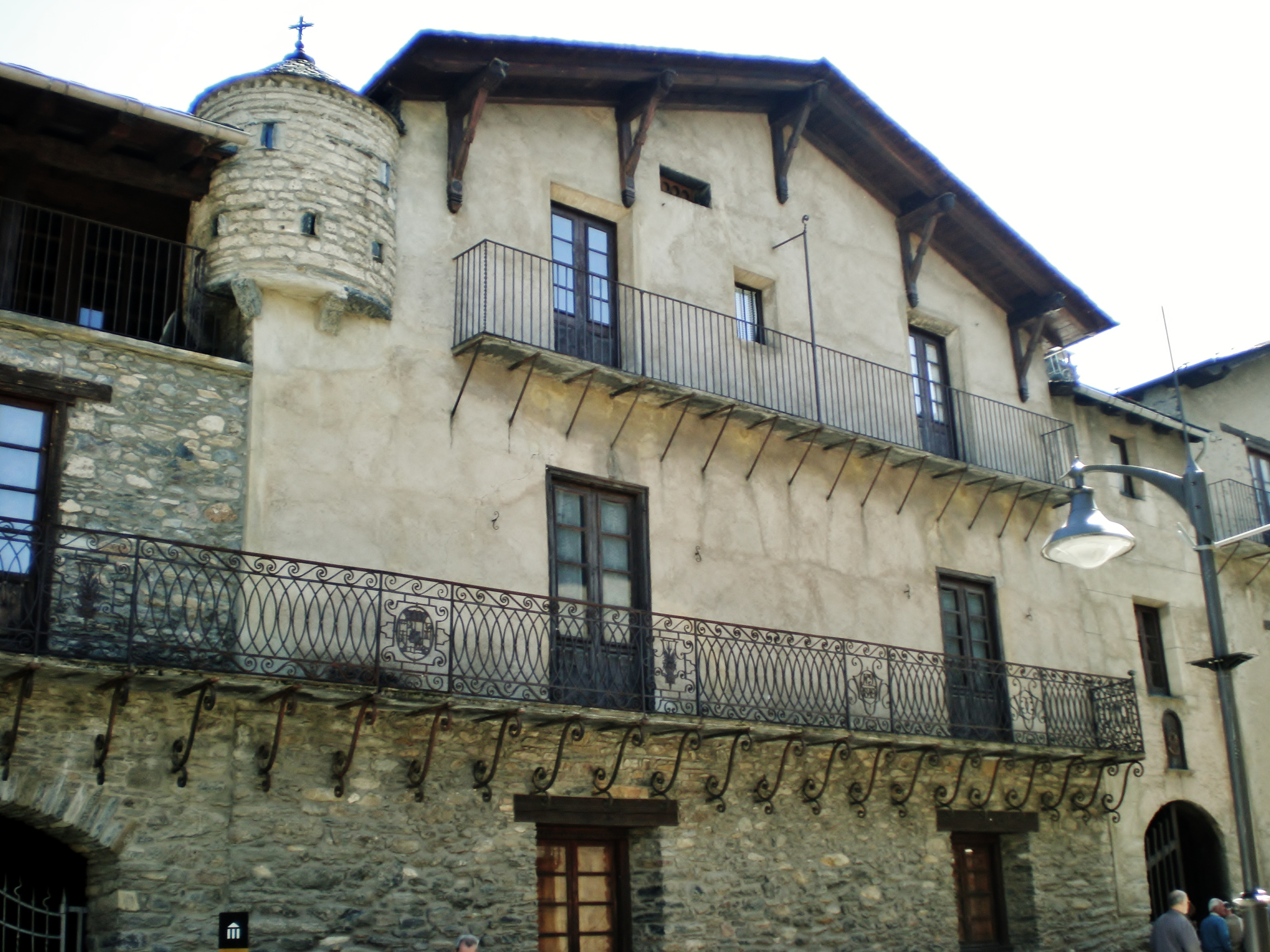
Façade principale
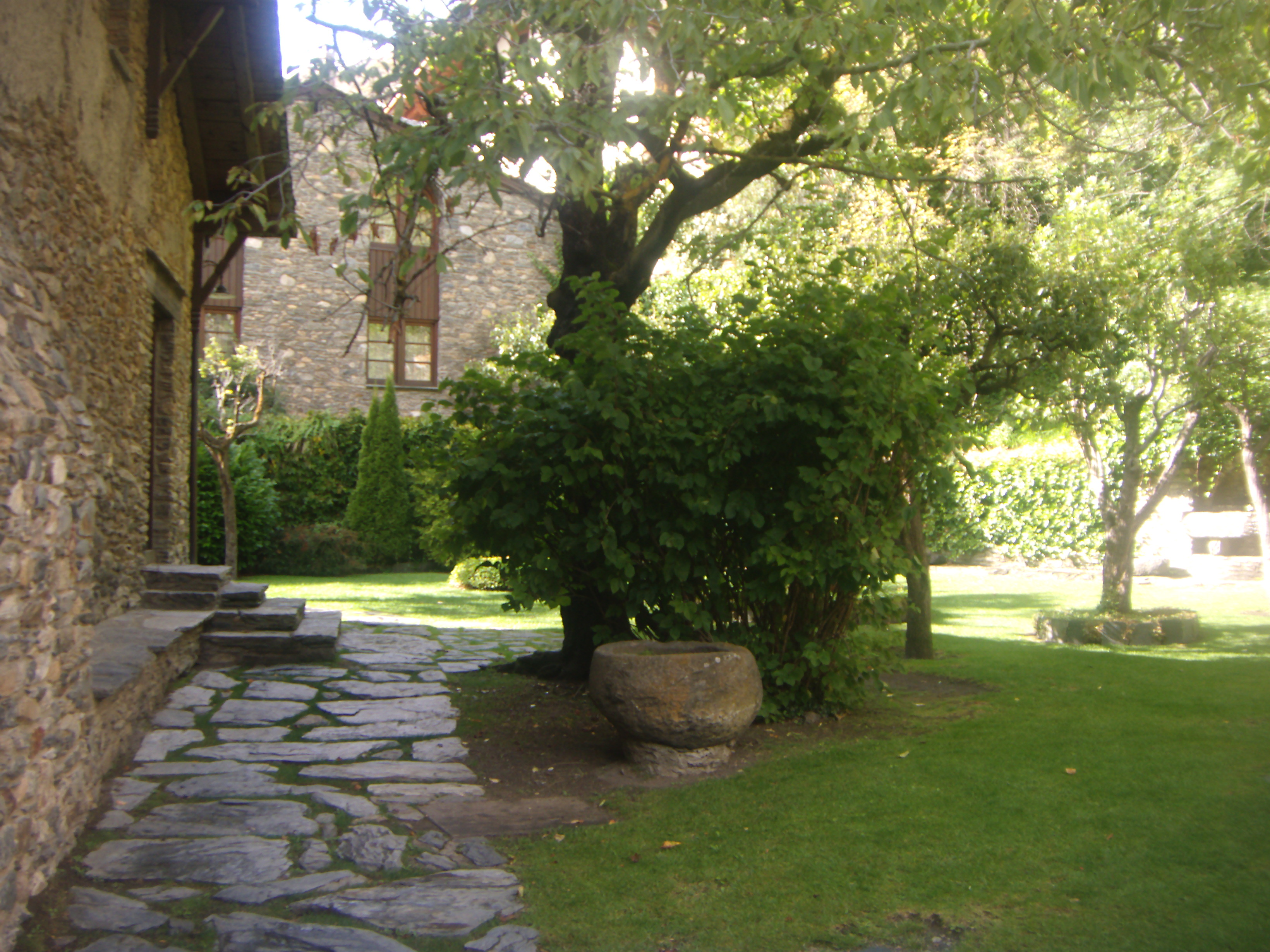
Le jardin
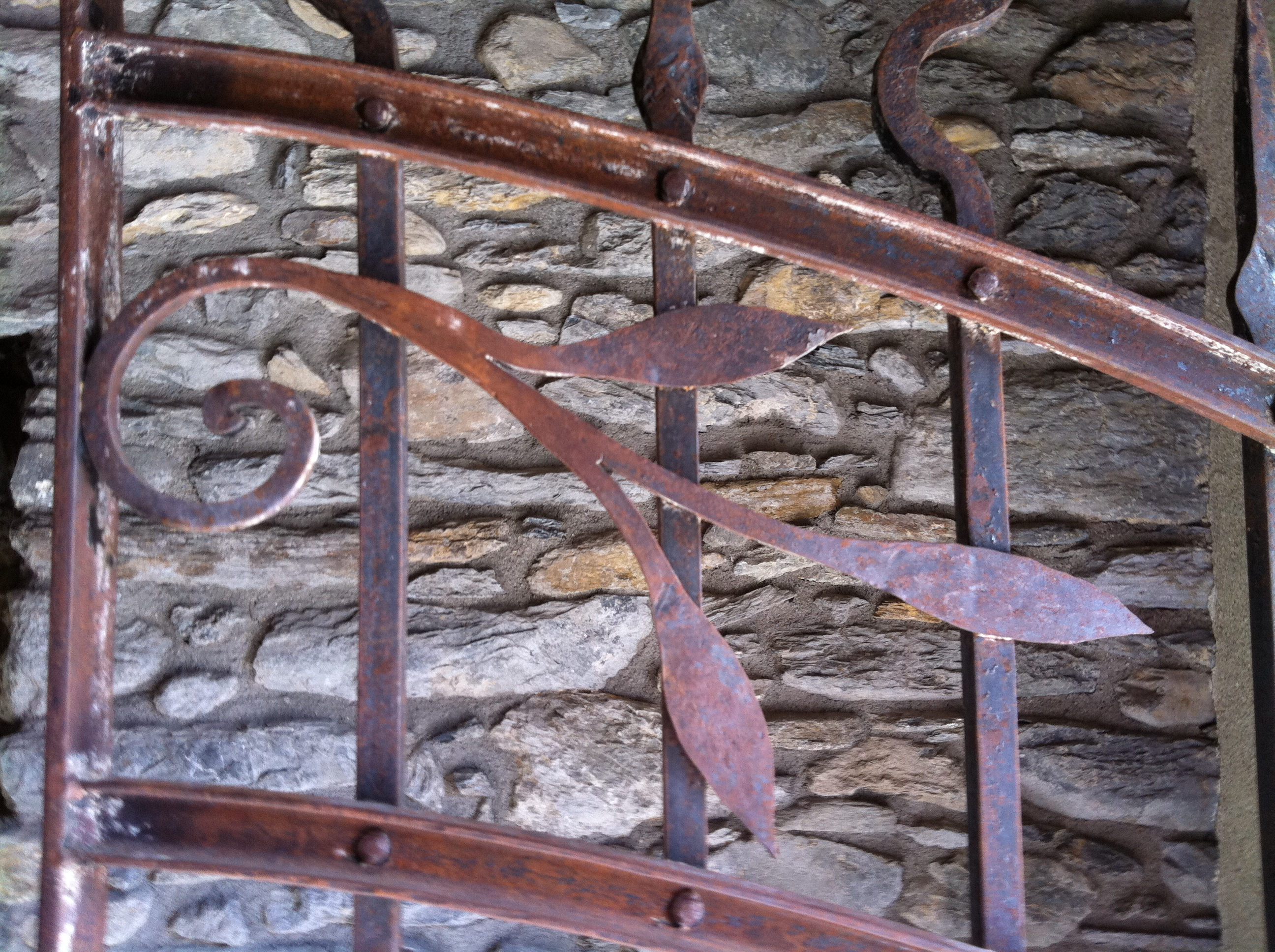
Grille forgée